# Glória Férias
Glória Férias  (n. Évora, 1963) é uma actriz portuguesa. 

## Biografia
Muito nova começou a representar. Inicia o seu percurso em teatro amador, estudando depois no Centro Cultural de Évora. Ingressou depois no grupo de teatro profissional da Seiva Trupe, no Porto.
Em 1990 foi Ana Plácido na série da RTP Processo de Camilo. 
Participou em "Dei-te Quase Tudo" (TVI), onde foi Mina, este papel terminou repentinamente, pois descobriu-se que a atriz era toxicodepente, em 2008, já curada foi convidada para o programa das manhãs da SIC, onde contou a sua história.
Em 2018 foi convidada do programa "A Tarde é Sua" (TVI).

## Televisão
| Ano       | Projeto            | Personagem                 | Canal | Notas                               |
| --------- | ------------------ | -------------------------- | ----- | ----------------------------------- |
| 1987      | O Motim            |                            | RTP   | peça de teatro emitida em televisão |
| 1990      | Processo de Camilo | Ana Augusta Vieira Plácido | RTP   | mini-série                          |
| 1992      | Pós de Bem-Querer  | Leopoldina                 | RTP   | mini-série                          |
| 1995      | Os Andrades        | Camponesa                  | RTP   | pequena participação                |
| 2005-2006 | Dei-te Quase Tudo  | Guilhermina Gameiro        | TVI   | Telenovela                          |

## Cinema
- 2005 - O Crime do Padre Amaro

## Teatro
- 1982 - Um Cálice de Porto - Seiva Trupe [3]
- 1984 - Uma Família do Porto - Seiva Trupe
- 1985 - Fidalgo Aprendiz - Seiva Trupe
- 1985 - Os Amorosos da Foz - Seiva Trupe
- 1986 - Toda a Nudez Será Castigada - Seiva Trupe
- 1986 - Portugal, Ontem e Sempre - Seiva Trupe
- 1987 - O Motim - Seiva Trupe - (com emissão em televisão)
- 1987 - Tio Vânia - Seiva Trupe[4]
- 1988 - Antígona - Seiva Trupe
- 1988 - Henrique IV - Seiva Trupe
- 1991 - Marathona - Seiva Trupe
- 1991 - O Conde Barão - Seiva Trupe
- 1992 - Feliz Ano Velho - Seiva Trupe
- 1994 - Tambores da Noite - Seiva Trupe
- 1995 - Porto D'Honra - Seiva Trupe
- 1995 - Beijo no Asfalto - Seiva Trupe
- 1996 - Ópera do Malandro - Seiva Trupe
- 2004 - Quem Tem Medo de Virginia Woolf? - Teatro do Bolhão [5]